# 兵庫県立山崎高等学校
兵庫県立山崎高等学校（ひょうごけんりつ やまさき こうとうがっこう）は、兵庫県宍粟市にある県立高等学校である。

## 概要
旧制山崎高等女学校の流れをくむ高校である。普通科は第4学区に属しており、森林環境科と生活創造科は2021年に森と食科に統合されることが決定。通称、山高（やまこう）。

## 沿革
- 1907年（明治40年） 山崎町立技芸専修女学校として創立。
- 1919年（大正8年） 宍粟郡立宍粟実業学校と改称。
- 1923年（大正12年） 県営に移管し、兵庫県立山崎高等女学校と改称。
- 1948年（昭和23年） 学制改革に伴い、兵庫県立山崎高等学校となる。普通科・家庭科を設置。さらに定時制課程として神戸・西谷・千種の3分校を設置。
- 1949年（昭和24年） 林業科を設置。
- 1951年（昭和26年） 定時制課程三方分校設置。
- 1957年（昭和32年） 西谷分校が波賀分校と改称。
- 1961年（昭和36年） 神戸・波賀・三方の3分校を統合し伊和分校設置。
- 1962年（昭和37年） 伊和・千種の両分校が全日制課程に移行。
- 1964年（昭和39年） 伊和分校が兵庫県立伊和高等学校として独立。
- 1975年（昭和50年） 千種分校が兵庫県立千種高等学校として独立。
- 2021年（令和3年）　森林環境科と生活創造科が森と食科に統合。

## 校歌・生徒会歌
校歌
1979年（昭和54年）の創立70周年記念に際し制定された。竹中郁作詞/川澄健一作曲。ヘ長調。
生徒会歌
1953年（昭和28年）制作。校歌の制定までは生徒会歌が広く歌われてきた。小倉悠丘作詞/秋月直胤作曲。ニ長調。

## 特色
- 普通科内から希望者を選抜した特進科が設けられている。(5組6組)
- 特進科は理系、文系（日本史）、文系（世界史）に分かれて学ぶ。
- 1年次は普通科と特進科（おもに放課後の補習）に分かれる。
- 2年次は普通科の生徒を希望により類型化し、文系、理系、総合系の3コースから選んで学ぶ。
- クラス替えは二年生への進級時のみ。
- 体育時に独特の山崎高校体操がある（山高体操と呼ぶ）。

## 部活動
野球、サッカー、陸上、水泳、ソフトテニス、ソフトボール、バレー、バスケット、バドミントン、卓球、剣道、柔道、吹奏楽、美術、アート、華道、茶道、箏曲、写真、家庭、演劇、科学、音楽同好会、ESS同好会

## いじめの対応
本校では早期発見のため、アンケート調査を必要と判断した場合に実施している。

## 著名な出身者
- 堂元光（NHK副会長）
- 尾形正己（野球）
- 福元晶三（政治家）
- 上田義彦（写真家）
- 丘みどり（歌手）
- 美鳳あや（元宝塚歌劇団）

## アクセス
- 神姫バス 山崎待合所より西へ約1.5km。徒歩約20分。
- 神姫バス 山崎待合所より[千種]または[西河内]行きに乗車。「加生山崎高校前」バス停で下車後、徒歩5分。